# Luboš Kalouda
Luboš Kalouda, né le 20 mai 1987 à Brno en Tchécoslovaquie (aujourd'hui Tchéquie), est un footballeur tchèque. Il joue au poste de milieu de terrain.

## Biographie

### En club
Il commence sa carrière dès 14 ans avec le 1.FC Brno. Considéré comme un grand espoir, il est reconnu comme l'un des meilleurs joueurs de République tchèque. Son style de jeu est très similaire au style du légendaire milieu de terrain tchèque Pavel Nedvěd.
Après avoir été convoité par Chelsea, le PSV Eindhoven et enfin la Juventus FC, qui a proposé 4 millions d'euros à Brno, c'est finalement au CSKA Moscou qu'il s'est engagé pour une durée de 5 ans et pour un transfert de 5,2 M€. Il y débute le 26 avril 2008 contre l'équipe de Luch (victoire 3-1).
En juillet 2009, il est prêté au AC Sparta Prague. Il marque le 3e but de son équipe face au Panathinaïkos de Djibril Cissé à la 866 minute de jeu (victoire 3-1) lors du match aller pour le 3e tour préliminaire de la Ligue des champions.
Il est de nouveau prêté en 2010, mais il rejoint alors le FK Volgar-Gazprom Astrakhan, modeste club russe. Puis, le PFC Oleksandria accompagné de son coéquipier Dawid Janczyk.

### En sélection
En 2007, il fait partie de l'équipe de République tchèque qui gagne la médaille d'argent à la Coupe du monde des moins de 20 ans. Lors de cette compétition, il marque contre la Corée du Nord, le Panama et l'Espagne.
Il a depuis été appelé en équipe de République tchèque en janvier 2008 pour la première fois.

## Palmarès
- Médaille d'argent à la Coupe du monde des moins de 20 ans de 2007.